# Gérard Errera
Pour les articles homonymes, voir Errera.
Gérard Errera, né le 30 octobre 1943, est un haut fonctionnaire et diplomate français. Il a été Secrétaire général du Quai d'Orsay.

## Biographie

### Études et vie privée
Gérard Paul Errera naît le 30 octobre 1943. Son père est président d'entreprise. Il suit des études de science politique à l'Institut d'études politiques de Paris (1964, section Service Public), puis est admis à l'École nationale d'administration (1967-1969). 
Il se marie en 1962 et a un fils, Philippe Errera, lui-même directeur des affaires politiques du ministère des Affaires étrangères,.

### Parcours professionnel
Il choisit le Quai d'Orsay à la sortie de l'ENA. Il est nommé en 1971 deuxième secrétaire à l'ambassade de France aux États-Unis, où il conseille l'ambassadeur Jacques Kosciusko-Morizet. Il est recruté en 1975 comme conseiller technique au cabinet du ministre des Affaires étrangères, Jean Sauvagnargues. Lorsqu'il quitte le cabinet en 1977, il devient conseiller d'ambassade à l'ambassade de France en Espagne.
En 1982, il est nommé consul général de France à San Francisco. De 1985 à 1991, il est directeur des relations internationales au Commissariat à l'énergie atomique et gouverneur pour la France à l'Agence internationale de l'énergie atomique. Se spécialisant dans les questions relatives à l'armement, il est nommé représentant permanent de la France à la Conférence du désarmement à Genève jusqu'en 1995. Il quitte ce poste pour devenir ambassadeur de France auprès de l'Otan.
Il est directeur des affaires politiques du ministère des Affaires étrangères de 1998 à 2002, puis est nommé ambassadeur de France au Royaume-Uni. Il gère la crise diplomatique entre la France et les pays anglo-saxons du fait du refus de la France de participer à la guerre d'Irak. Un de ses télégrammes diplomatiques est fuité par le Canard enchaîné.
Il est enfin secrétaire général du Ministère des Affaires étrangères à partir de 2007,. Il obtient le grade d'ambassadeur de France. Il quitte le poste en 2009, et par là même, la fonction publique. Il devient conseiller spécial du PDG de la succursale française de Blackstone en 2009.